# Natalia Bourdeïna
Natalia Andriïvna Bourdeïna  (ukrainien : Наталія Андріївна Бурдейна), née le 30 janvier 1974 à Odessa (RSS d'Ukraine), est une archère ukrainienne.

## Biographie
Natalia Bourdeïna participe aux Jeux olympiques d'été de 2000 se tenant à Sydney. Elle fait partie de l'équipe ukrainienne sacrée vice-championne olympique ; elle termine 17e de l'épreuve individuelle.
Elle est aussi présente aux Jeux olympiques d'été de 2004 qui se déroulent à Athènes ; elle se classe à la 55e place de la compétition individuelle et termine 6e de l'épreuve par équipe.